# Квасний (річка)
Квасний — потік (річка) в Українських Карпатах, у межах Рахівського району Закарпатської області. Ліва притока Білої Тиси (басейн Дунаю).

## Опис
Довжина 15 км, площа водозбірного басейну 72,8 км². Похил річки 62 м/км. Річка типово гірська, зі швидкою течією і кам'янистим дном. Долина заліснена, дуже вузька і глибока. Річище слабозвивисте.

## Розташування
Квасний бере початок при східних схилах гори Піп Іван Мармароський, що в Мармароському масиві. Тече переважно на північ (частково — на північний захід) у межах масиву Рахівські гори. Впадає до Білої Тиси в західній частині села Богдан.
Верхів'я річки розташовані в межах Марамороського заповідного масиву.